# سنونو الجروف الأمريكية
```
سنونو الجروف الأمريكية
 هو طائر من عائلة 
السنونو
 من الطيور الجواثم، وتشمل السنونو والمارتينز.
[
5
]
 اشتق اسمها العلمي من 
الكلمة الإغريقية
 
Petrochelidon
 والتي تتكون من مقطعين "petros" والتي تعني "الصخرة" وkhelidon" والتي تعني سنونو (أي سنونو الصخور).
[
6
]
```

تعتبر سنونو الجروف الأمريكية طيور اجتماعية للغاية، يمكن إيجاد مستعمرات تعشيش كبيرة منها قد تصل إلى أكثر من 2000 عش. ويمكن مشاهدتها كثيراً تحلق ضمن أسرابٍ كبيرة أثناء هجرتها؛ أو تبحث بأمان عن الحشرات الطائرة أو تجلس على الأسلاك تحت أشعة الشمس.
تبني سنونو الجروف الأمريكية عشها على شكل القرع من الطين مع فتحة مدخل صغيرة. وتبني أعشاشها معاً بإحكام فوق بعضها البعض، تحت جسر أو بجانب المنحدرات الجبلية. تعيش السنونو بأعداد كبير، وتستخدم هذه الحاشرات الهوائية أصواتاً مكثفة لتوصيل التحذيرات أو معلومات عن توافر الغذاء لغيرها من السنونوات.

## الوصف
يبلغ متوسط طول سنونو الجروف الأمريكية حوالي 13 سم، ولها أرجل قصيرة وصغيرة وأجنحة مدببة طويلة نسبياً. في الطيور البالغة، لون ريش الظهر والأجنحة بني داكن، أما جبهته بيضاء مميزة، والخدين غنيان باللون الأحمر وحنجرة داكنة، الأجزاء السفلية بيضاء اللون. في حالات الإضاءة الجيدة، تبدو تيجانها وريش وشاحها ذات تقزح لوني. سنونو الجروف في المناطق الشمالية أكبر قليلاً بالحجم من سنونو الجروف المكسيكية وتختلف في علامات الوجه، حيث تتميز السنونو المكسيكية بوجود بقع بنية بلون الشوكولاته على جبينها.
| Average Measurements | Average Measurements             |
| -------------------- | -------------------------------- |
| الطول                | 5–6 بوصة (130–150 مـم)           |
| الوزن                | 19–31 غ (0.67–1.09 أونصة)        |
| المسافة بين الجناحين | 11–13 بوصة (280–330 مـم)         |
| الجناح               | 105.5–111.5 مـم (4.15–4.39 بوصة) |
| الذيل                | 47–51 مـم (1.9–2.0 بوصة)         |
| المنقار              | 6.4–7.3 مـم (0.25–0.29 بوصة)     |
| رسغ القدم            | 12–13 مـم (0.47–0.51 بوصة)       |

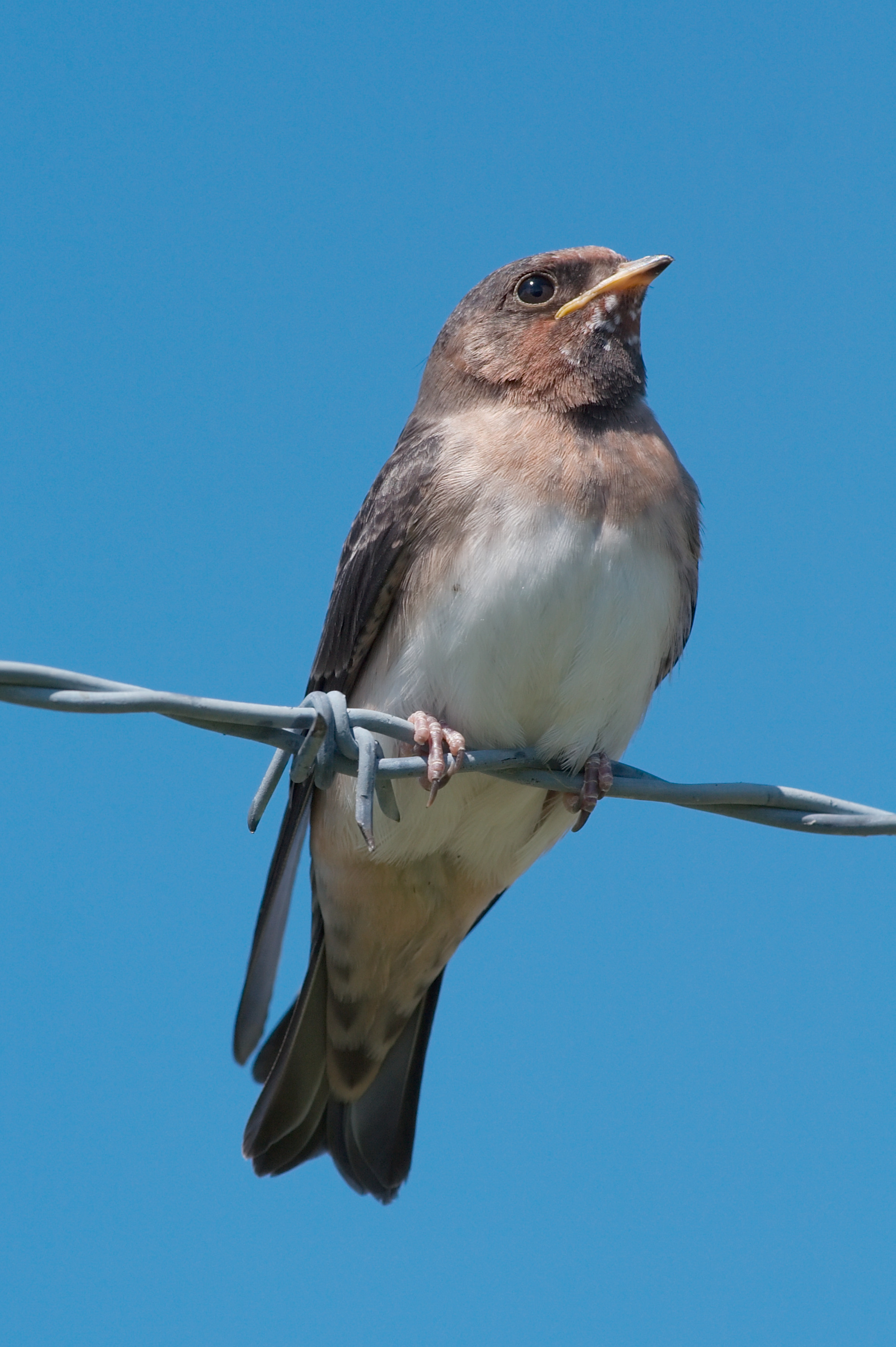
سنونو يافع

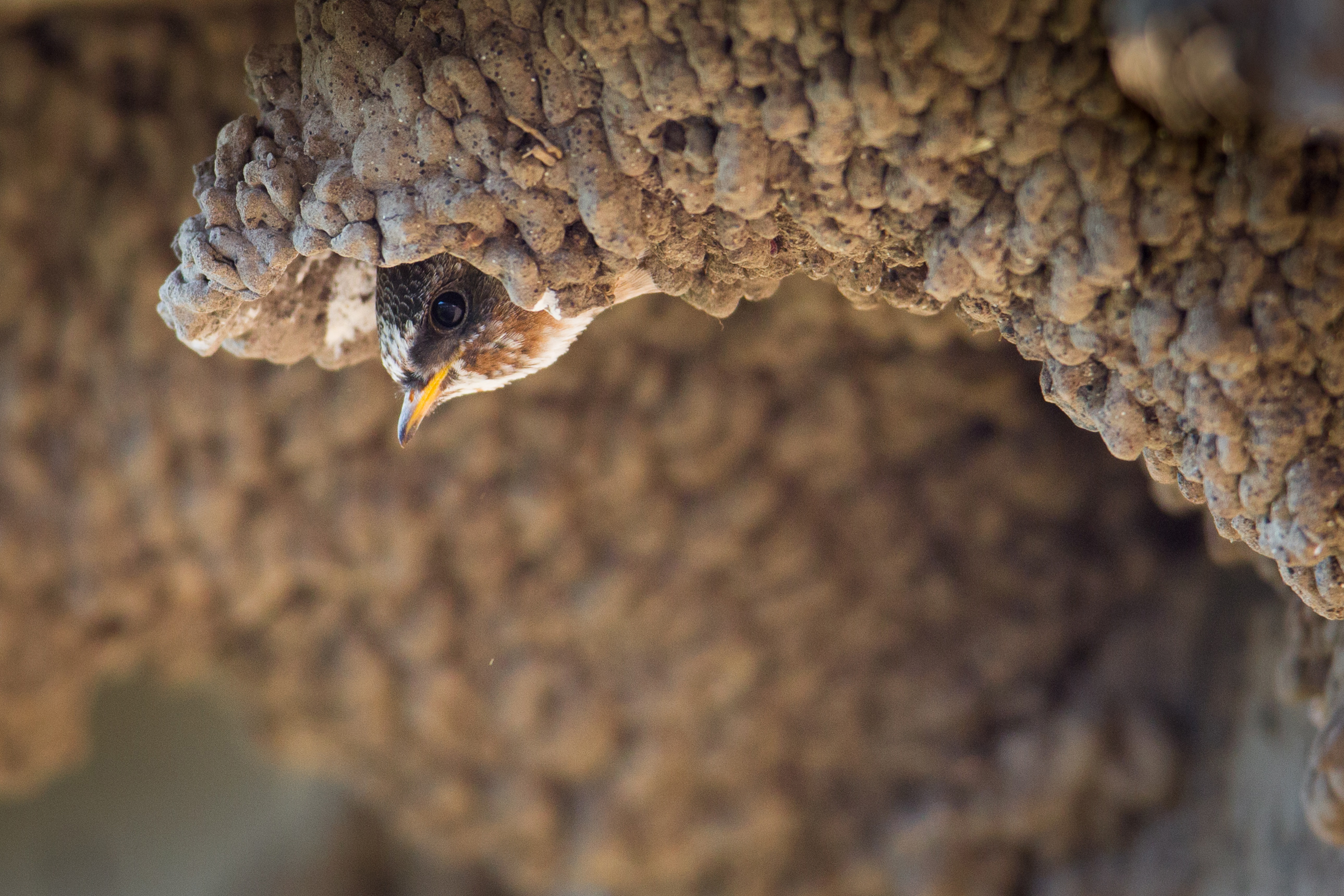
سنونو الجروف الأمريكية في عش على شكل القرعة

للذكور والإناث ريش متطابق، لذا لتحديد جنس الطير يُلجأ إلى جس المذرق. أثناء موسم التكاثر، يكون للذكور مذرقاً صلباً وذلك بسبب انتفاخ حويصلته المنوية. إضافة لذلك، أثناء حضن البيض، تفقد الإناث ريش أسفل الصدر لتكوين رقعة دافئة تساعدها في الجلوس على البيض. تشبه سنونو الجروف الأمريكية أنواع خطاف المخازن من حيث لون ريش الجسم، لكنها تفتقر إلى الذيل المميز الذي يكون على شكل شوكة الذي يبرز لدى سنونو المخازن أثناء الطيران. لسنونو الجروف الأمريكية ذيل مربع الشكل.
لون سنونو الجروف الأمريكية اليافعة شبيه بلون البالغين تماماً بألوانها الباهتة. تفتقر الفراخ الصغيرة للريش قزحي الألوان، وتظهر جباهها وحناجرها مبقعة باللون الأبيض. تختفي هذه العلامات البيضاء أثناء مرحلة النضوج وذلك لأن ريشها قبل التكويني يختلف عن الريش الأساسي. ويعتقد بأن البقع قبل التكوينية وسيلة ليتعرف الآباء والأمهات من خلالها على فراخهم في المستعمرات الكبيرة.

### كتب
- Turner، Angela K.؛ Rose، Chris (1989). A Handbook to the Swallows and Martins of the World. Helm Identification Guides. Christopher Helm Publishers Ltd. ISBN:978-0-7470-3202-1.

## وصلات خارجية
- "وسائط عن سنونو الجروف الأمريكية". إنترنت بيرد كوليكشن.
- Cliff swallow - Petrochelidon pyrrhonota - USGS Patuxent Bird Identification InfoCenter
- حساب أنواع سنونو الجروف الأمريكية - مختبر كورنيل لعلم الطيور
- معرض الصور عن Cliff swallow على فيريو (جامعة دركسل)

- eBird Interactive Species Map- Cliff swallow
- Birds of North America - Cliff swallow (Petrochelidon pyrrhonota)
- Cliff Swallow Vocalisations - Song and Calls
- خريطة تفاعلية لنطاق انتشار Petrochelidon pyrrhonota على IUCN Red List maps